# 库埃瓦斯巴哈斯
库埃瓦斯瓦哈斯，是西班牙安达卢西亚自治区马拉加省的一个市镇。 总面积17平方公里，总人口1460人（2001年），人口密度86人/平方公里。